# Raton laveur de la Barbade
Procyon lotor gloveralleni
Sous-espèce
Synonymes
- Procyon gloveralleni
Nelson et Goldman, 1930

Statut de conservation UICN

 EX  : Éteint
Le raton laveur de la Barbade (Procyon lotor gloveralleni) est une sous-espèce éteinte du raton laveur commun (Procyon lotor), qui a été endémique sur la Barbade dans les Petites Antilles jusqu'en 1964.

## Classification
En 1950, Edward Alphonso Goldman a identifié le raton laveur de la Barbade comme une espèce distincte, classification qui a été contestée au cours des dernières années par d'autres scientifiques, qui y voyaient une sous-espèce du raton laveur commun. Cette hypothèse a été confirmée par une étude de sa morphologie et une analyse génétique menée en 2003 par Kristofer M. Helgen et Don E. Wilson, qui ont conclu que le raton laveur de la Barbade avait été introduit par l'homme il y a seulement quelques siècles. Cette étude a abouti au même résultat pour la sous-espèce de raton laveur de la Guadeloupe, probablement étroitement apparentée, et le raton laveur des Bahamas qui vit également sur les îles des Caraïbes. C'est pourquoi le raton laveur de la Barbade est classé comme une sous-espèce du raton laveur commun dans la troisième édition de Mammal Species of the World publiée en 2005.

## Description
Comparé à un raton laveur ordinaire et de taille moyenne, le raton laveur de la Barbade est petit, ce qui fait probablement de lui un exemple de nanisme insulaire. Le raton laveur de la Barbade diffère de celui de la Guadeloupe, par exemple par son crâne court et délicat et son pelage gris foncé avec une légère teinte ocre sur la nuque et sur les épaules. De même, seuls quelques poils de garde couvrent le sous-poil sur le ventre. Le masque est continu sur tout le visage.[réf. nécessaire]

## Extinction
En 1996, le raton laveur de la Barbade a été considéré comme éteint par l'UICN du fait qu'on l'avait observé pour la dernière fois en 1964, quand un spécimen a été tué par une voiture sur une route près de Bathsheba. Le seul spécimen empaillé est exposé au Musée de la Barbade dans l'aire historique de Garrison. Selon un rapport de l'UICN en 1994, un couple d'une autre espèce de raton laveur a été introduit à la Barbade. Compte tenu de l'étroitesse de son habitat, le raton laveur de la Barbade n'a jamais probablement été nombreux, sauf dans les régions méridionales de l'île. Le tourisme a été probablement l'une des principales causes de la destruction de son habitat et de son extinction.

## Source
- Cet article est partiellement ou en totalité issu de l’article de Wikilivres intitulé « Raton laveur de la Barbade » (voir la liste des auteurs),

- (en) Cet article est partiellement ou en totalité issu de l’article de Wikipédia en anglais intitulé « Barbados raccoon » (voir la liste des auteurs).